# 라이언 동크
라이언 헨크 동크(네덜란드어: Ryan Henk Donk, 1986년 3월 30일 ~ )는 수리남의 전 축구 선수로, 네덜란드에서 태어난 그는 과거 수리남 국가대표팀에서 센터백으로 뛰었다.

## 구단 경력

### RKC 및 AZ
동크는 2005-06 시즌 RKC 발베이크에서 인상적인 활약을 펼쳤고, 만료되는 계약으로 한 단계 더 높은 수준으로 발전하기를 원했다. AZ 알크마르가 먼저 그에게 다가갔지만, 아약스, PSV, 바르셀로나를 포함한 다른 클럽들이 그에게 진지한 관심을 보였다. 동크는 독일 클럽 함부르크 SV로 매각된 요리스 마테이선의 대체 선수로 AZ가 그의 발전에 가장 좋다고 생각하여 그의 이적을 선택했다. 처음에, AZ는 동크를 발베이크로 임대할 계획이었지만, 그는 1군 팀으로 진입하기 위해 클럽에 남아있을 의도를 밝혔다. 그는 선발 라인업에 자리를 잡았고, 그의 활약에 깊은 인상을 남겼다.

#### 웨스트브로미치로의 임대
2008년 8월 31일, 동크는 웨스트브로미치 앨비언과 1년 임대 계약을 체결했다. 그는 2008년 9월 28일 미들즈브러와의 원정 경기에서 데뷔 전을 치렀다.

### 클뤼프 브뤼허
2009년 6월 26일, 동크는 네덜란드의 AZ에서 벨기에로 이적하여 클뤼프 브뤼허에서 활약했다.

### 카슴파샤
2013-14 시즌 초, 동크는 튀르키예의 카슴파샤로 비공개 이적했다. 그는 첫 2년 동안 팀의 중앙 수비수로 활약했지만 갈라타사라이로 이적하기 전인 2015-16 시즌 전반에는 주로 수비형 미드필더로 활약했다.

### 갈라타사라이
2016년 1월 5일, 갈라타사라이는 동크와 계약했다고 발표했다. 2016년 1월 9일, 동크는 갈라타사라이 소속으로 데뷔 전을 치렀고, 2015-16 튀르키예 쿠파스에서 카슴파샤를 상대로 페널티박스 안에서 첫 골을 넣었다. 그는 또한 같은 경기에서 팀 동료 빌랄 키샤를 위해 어시스트를 했다.
2016년 8월 31일, 클럽에서의 첫 시즌 동안 갈라타사라이에 거의 기용되지 않았던 동크는 라리가의 레알 베티스에 바이아웃 조항과 함께 한 시즌 임대 계약을 맺었다.

### 카슴파샤로의 복귀
2021년 8월, 동크는 튀르키예의 동료 클럽인 카슴파샤에 1년 계약으로 합류했고, 1년 더 연장할 수 있는 옵션이 있다.

## 국가대표팀 경력
네덜란드에서 태어나 수리남 혈통인 동크는 2014년 수리남 축구 국가대표팀과의 친선 경기를 위해 소집되었지만 선수단에 합류할 수 있는 허가를 받지 못했다.
2015년 동크는 튀르키예 축구 국가대표팀을 대표하여 국내 거주를 통해 자격을 얻는 데 관심을 표명했다. 그는 팀에 공식적인 소집을 받지 못했다.
2019년 11월, 동크는 수리남 국가대표로 딘 고레에 의해 공식적으로 소집되었다. 그는 2021년 3월 24일 케이맨 제도와의 월드컵 예선 전에서 팀 주장으로 데뷔했으며 3-0 승리에서 두 번째 골을 넣었다. 2021년 6월, 동크는 2021년 CONCACAF 골드컵에 참가할 23명의 수리남 선수단에 이름을 올렸다.

## 플레이 스타일
키가 크고 위풍당당한 수비수인 동크는 전 네덜란드 수비수인 야프 스탐을 많은 전 축구 선수들과 비교했다.